# Psychotria stigmatophylla
Psychotria stigmatophylla är en måreväxtart som beskrevs av Karl Moritz Schumann. Psychotria stigmatophylla ingår i släktet Psychotria och familjen måreväxter. Inga underarter finns listade i Catalogue of Life.